# Мартьянов, Григорий Игоревич
Григорий Игоревич Мартьянов (бел. Рыгор Ігаравіч Марцьянаў; род. 22 августа 2002, Минск) — белорусский футболист, защитник жодинского «Торпедо-БелАЗ». Выступает на правах аренды в клубе «Слуцк-2024».

## Карьера

### БАТЭ

#### Начало карьеры (аренда в «Торпедо-БелАЗ»)
Начинал заниматься футболом в академиях минского «Динамо» и столичного «Минска», где в 2019 году стал выступать за дублирующий состав. В 2019 году футболист перешёл в борисовский БАТЭ, где также продолжил выступать за дублирующий состав. В феврале 2021 года футболист вместе с основной командой клуба отправился на учебно-тренировочный сбор. За основную команду клуба футболист дебютировал 22 июня 2021 года в Кубке Беларуси против «Барановичей». В феврале 2022 года футболист на правах арендного соглашения присоединился к жодинскому «Торпедо-БелАЗ», соглашение с которым было подписано до конца сезона. Дебютировал за клуб футболист 3 апреля 2022 года в матче против «Энергетика-БГУ», выйдя на замену на 63 минуте. По итогу сезона футболист вместе с клубом завершил чемпионат на итоговом восьмом месте. На протяжении сезона футболист выступал за клуб в роли игрока замены, результативными действиями не отличившись.

### «Торпедо-БелАЗ»

#### Сезон 2023 (аренда в «Днепр-Могилёв»)
В начале 2023 года футболист на полноценной основе присоединился к жодинскому клубу. На протяжении первой половины сезона футболист оставался на скамейке запасных. Первый матч за клуб в сезоне футболист сыграл 23 июня 2023 года против минского «Энергетика-БГУ», выйдя на поле в стартовом составе. В июле 2023 года футболист на правах арендного соглашения присоединился к могилёвскому «Днепру», соглашение с которым было рассчитано до конца сезона. Дебютировал за клуб футболист 16 июля 2023 года в матче против петриковского «Шахтёра», выйдя на поле в стартовом составе и отличившись дебютным забитым голом. По итогу сезона футболист вместе с клубом стал серебряным призёром чемпионата, заработав прямое повышение в Высшую лигу. На протяжении сезона футболист выступал за клуб в роли ключевого игрока, отличившись забитым голом и голевой передачей. В декабре 2023 года футболист покинул клуб по окончании срока аренды.

#### Сезон 2024 (аренда в «Слуцк»)
Новый сезон футболист начал с победы за Суперкубок Беларуси, где в финале 2 марта 2024 года в серии пенальти победили минское «Динамо», однако сам футболист остался на скамейке запасных. Первый матч за клуб футболист сыграл 17 апреля 2024 года в полуфинальном матче Кубка Беларуси против «Ислочи», выйдя на поле в стартовом составе. В апреле 2024 года футболист отправился выступать за вторую команду клуба. Дебютный атч за второй состав футболист сыграл 28 апреля 2024 года против гомельского «Бумпрома», выйдя на поле в стартовом составе. В июле 2023 года футболист на правах арендного соглашения присоединился к «Слуцку», соглашение с которым было подписано до конца сезона. Дебютировал за клуб футболист 27 июля 2024 года в матче Кубка Беларуси против пинской «Волны», выйдя на поле в стартовом составе. Первый матч в чемпионате футболист сыграл 11 августа 2024 года в матче против жодинского «Торпедо-БелАЗ», выйдя на поле в стартовом составе. По итогу сезона футболист вместе с клубом завершил чемпионат на итоговом девятом месте. В январе 2025 года футболист покинул клуб по окончании арендного соглашения.

#### Аренда в «Слуцк-2024»
В конце января 2025 года футболист вернулся в «Слуцк-2024» на правах арендного соглашения, рассчитанного до конца сезона. Первый матч за клуб футболист сыграл 2 марта 2025 года в рамках четвертьфинала Кубка Беларуси против «Витебска», выйдя на поле в стартовом составе. В ответной четвертьфинальной встрече 9 марта 2025 года матч завершился с ничейным счётом, однако «Витебск» по итогу первой встречи оказался сильнее и вышел в следующий этап турнира. Первый матч в чемпионате футболист сыграл 16 марта 2025 года против клуба «МЛ Витебск», выйдя на поле в стартовом составе.

## Достижения
Торпедо-БелАЗ
- Обладатель Суперкубка Беларуси: 2024